# Greencastle, Pennsylvania
Greencastle är en ort av typen borough i den amerikanska delstaten Pennsylvania med en yta av 4,1 km² och en folkmängd, som uppgår till 3 722 invånare (2000).

## Kända personer från Greencastle
- Robert McClelland, politiker, guvernör i Michigan 1852-1853, USA:s inrikesminister 1853-1857